# Phyllanthus fluminis-zambesi
Phyllanthus fluminis-zambesi är en emblikaväxtart som beskrevs av Radcl.-sm.. Phyllanthus fluminis-zambesi ingår i släktet Phyllanthus och familjen emblikaväxter.
Artens utbredningsområde är Zambia. Inga underarter finns listade i Catalogue of Life.